# 神戸中央郵便局

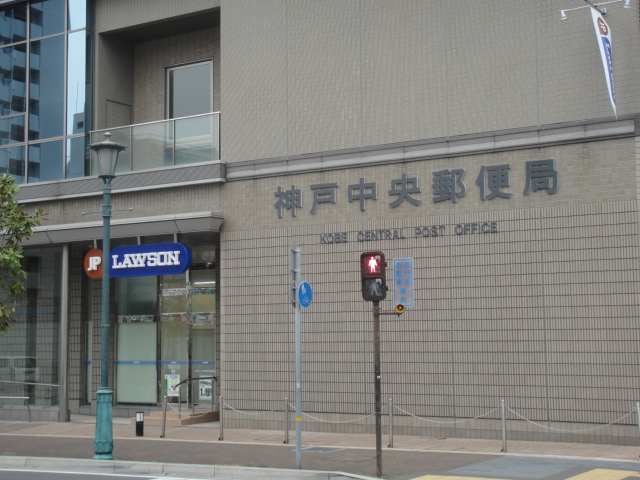
局舎北西交差点前に開店したJPローソン・神戸中央郵便局店

神戸中央郵便局（こうべちゅうおうゆうびんきょく）は、兵庫県神戸市中央区にある郵便局。民営化前の分類では集配普通郵便局であった。

## 概要
住所：〒650-8799 兵庫県神戸市中央区栄町通六丁目2-1
東京・大阪に次いで日本で3番目に中央郵便局となった。

### 併設施設
- ゆうちょ銀行神戸店（大阪支店神戸出張所）：取扱店番号430010
- かんぽ生命保険神戸支店
- JPローソン神戸中央郵便局店 - 24時間営業。他のローソン店舗とほぼ同様の営業を行うが、ローソンATMは設置していない。[1]

### 分室
- 三宮分室 (43001H) - 郵便業務のみ取扱
〒651-0096 兵庫県神戸市中央区雲井通7-1-1
- ポートアイランド分室
〒650-0046 兵庫県神戸市中央区港島中町4丁目4−3
- 神戸みなとドライ分室 (43001B) [2] - 繁忙期にゆうパックのみ区分業務が行われる。　
〒657-0853 兵庫県神戸市灘区灘浜町2-1

以下は、過去に存在した分室である。
- 中央市場内分室 (43001B) - 郵政民営化に先立ち、長田郵便局中央市場内分室（43268A）へ所属変更された。局番号は神戸みなとドライ分室へ再利用された。
- 国際ビル内分室 (43001D) - 阪神・淡路大震災によるビル倒壊で閉鎖。その後近隣ビルで業務を再開し、神戸国際会館の新築後に廃止（代替として神戸国際会館内郵便局（42058、無集配特定郵便局）が設置された）。
- 神戸駅内分室 - 1978年（昭和53年）に廃止。
- 六甲山分室 - 1966年（昭和41年）に廃止。代替として六甲山郵便局が設置された。
- 三宮分室 - 1958年（昭和33年）に廃止。現在の三宮分室（旧・三宮駅内分室）とは異なる。
- 外国郵便課分室 - 1949年（昭和24年）に廃止。
- ポートピア'81分室 - 1981年（昭和56年）に開かれた神戸ポートアイランド博覧会（ポートピア'81）開催に合わせて期間限定で設置された。

## 沿革
- 1872年1月14日（明治4年12月5日） - 神戸郵便役所として開設[3]。
- 1872年（明治5年） - 神戸郵便取扱所となる[3]。
- 1873年（明治6年） - 神戸郵便役所に戻る[3]。
- 1874年（明治7年） - 神戸兵庫郵便役所に改称[3]。
- 1875年（明治8年）1月1日 - 神戸兵庫郵便局（一等）となる。翌日より為替取扱を、同年10月2日より貯金取扱を開始[3]。
- 1882年（明治15年） - 神戸郵便局に改称[3]。
- 1885年（明治18年） - 電信取扱を開始[3]。
- 1887年（明治20年）12月1日 - 神戸郵便電信局となる[3]。
- 1903年（明治36年）4月1日 - 通信官署官制の施行に伴い神戸郵便局となる[3]。
- 1929年（昭和4年） - 神戸中央郵便局に改称[4]。東京・大阪に次ぐ日本で3番目の中央郵便局となる。
- 1945年（昭和20年）6月1日 - 中央市場内分室を設置。
- 1949年（昭和24年）
  - 3月15日 - 生田区中町に三宮分室を設置。同日、外国郵便課分室を生田区中町から同区栄町六丁目に移転[5]。
  - 6月6日 - 生田区元町六丁目から同区栄町六丁目に移転。同日、外国郵便課分室を廃止。
- 1954年（昭和29年）8月2日 - 六甲山分室において、電話通話事務の取扱を開始。
- 1956年（昭和31年）3月16日 - 六甲山分室において、和文電報受付事務の取扱を開始。
- 1956年（昭和31年）11月1日 - 葺合区御幸通八丁目の神戸国際会館内に国際ビル内分室を設置。
- 1958年（昭和33年）9月26日 - 三宮分室を廃止。
- 1966年（昭和41年）10月1日 - 六甲山分室を廃止。
- 1967年（昭和42年）11月6日 - 局舎新築落成。灘郵便局から三宮駅内分室を移管。
- 1976年（昭和51年）2月1日 - 神戸駅内分室を一時閉鎖。
- 1978年（昭和53年）10月1日 - 閉鎖中の神戸駅内分室を廃止。
- 1981年（昭和56年）3月10日 - ポートピア'81分室を期間限定で設置[4]。（9月15日までの営業）
- 1991年（平成3年）10月1日 - 外国通貨の両替および旅行小切手の売買に関する業務取扱を開始。
- 1995年（平成7年）1月17日 - 阪神・淡路大震災で被災し、半壊。仮設局舎で業務を続ける。ビルの倒壊により国際ビル内分室を一時閉鎖。
- 1999年（平成11年）
  - 5月17日 - 国際ビル内分室を廃止し、神戸国際会館内郵便局を設置。
  - 7月5日 - 半壊した局舎を改築し、新局舎にて業務を開始。新局舎は旧局舎に比べ延床面積は小さくなったが、完全バリアフリーになった。また、同日廃止された神戸港郵便局から国際郵便交換事務を移管される。
- 2007年（平成19年）
  - 7月30日 - 中央市場内分室を長田郵便局へ所属変更[6]。
  - 10月1日 - 民営化に伴い、併設された郵便事業神戸支店、ゆうちょ銀行神戸店、かんぽ生命保険神戸支店に一部業務を移管。
- 2011年（平成23年）
  - 6月19日 - 郵便事業神戸支店における船便の国際郵便交換支店業務を川崎港支店に移管。
  - 7月19日 - 三宮駅内分室を神戸市中央区布引町から同市中央区雲井通に移転し、三宮分室に改称。神戸商工貿易ビル内郵便局ポスタルショップサンパルを同分室に統合[7]。
- 2012年（平成24年）
  - 4月24日 - 局舎北西角に「JPローソン」神戸中央郵便局店がオープンする。
  - 10月1日 - 日本郵便株式会社の発足に伴い、郵便事業神戸支店を神戸中央郵便局に統合。

## 取扱内容

### 神戸中央郵便局
- 郵便、印紙、ゆうパック、内容証明
- 生命保険、バイク自賠責保険、自動車保険 - 平日18時まで営業。
- 地方公共団体事務（兵庫県住宅再建共済基金利用申込取次）
- 郵便番号の上2桁が65の地域あての郵便物、上2桁が65・67の地域あてのゆうパックを配達局ごとに区分する業務（地域区分局）
※神戸市北区に立地する西日本郵便物流センターは本局ではなく新大阪郵便局の管轄。
- 神戸市中央区内（〒650-xxxxおよび〒651-00xx）の集配業務
- ゆうゆう窓口

### ゆうちょ銀行神戸店
- 貯金、貸付、為替、振替、振込、国際送金、外貨両替、国債、投資信託、変額年金保険、住宅ローン - 平日18時まで営業。
- ATM

### かんぽ生命保険神戸支店
- 個人向け窓口業務は、郵便局が代理店として行う。

## 風景印
- 図案はポートタワー・神戸港と町並み・船舶。局名表記は「神戸中央」
- 使用開始日は1999年（昭和11年）12月1日

## 周辺
- 神戸ポートタワー
- 神戸海洋博物館
- メリケンパーク

## アクセス
- JR東海道本線・山陽本線 神戸駅（北口)から徒歩約9分
- 阪神神戸高速線 西元町駅から徒歩約5分
- 阪急神戸高速線 花隈駅から徒歩約7分
- 神戸市営地下鉄海岸線 みなと元町駅から徒歩約7分
- シティー・ループバス モザイク北停留所（土・日・祝日のみ停車）もしくはみなと元町駅前停留所下車
- 神戸市バス 中突堤中央ターミナル停留所下車
- 阪神高速神戸線 京橋出入口から西へ約1.5km、柳原出入口から北東へ約2.5km
- 駐車場あり：26台